# Jänkäjärvi (sjö, lat 66,23, long 28,22)
Jängänjärvi eller Jänkäjärvi är en sjö i Finland. Den ligger i kommunen Posio i landskapet Lappland, i den norra delen av landet, 700 km norr om huvudstaden Helsingfors. Jängänjärvi ligger 248 meter över havet. Arean är 35,4 hektar och strandlinjen är 5,25 kilometer lång. Sjön  ingår i Kemi älvs huvudavrinningsområde. 